# استرو (دهانه)
استرو یک دهانه برخوردی در ماه است.

## دهانه‌های اقماری
این دهانه ۹ دهانه اقماری دارد.
| Struve | عرض جغرافیایی | طول جغرافیایی | قطر          |
| ------ | ------------- | ------------- | ------------ |
| C      | ۲۲٫۹° N       | ۷۵٫۳° W       | ۱۱٫۰ کیلومتر |
| B      | ۱۹٫۰° N       | ۷۷٫۰° W       | ۱۴٫۰ کیلومتر |
| D      | ۲۵٫۳° N       | ۷۳٫۶° W       | ۱۰٫۰ کیلومتر |
| G      | ۲۳٫۹° N       | ۷۳٫۹° W       | ۱۴٫۰ کیلومتر |
| F      | ۲۲٫۵° N       | ۷۳٫۶° W       | ۹٫۰ کیلومتر  |
| H      | ۲۵٫۲° N       | ۸۳٫۳° W       | ۲۱٫۰ کیلومتر |
| K      | ۲۳٫۵° N       | ۷۳٫۰° W       | ۶٫۰ کیلومتر  |
| M      | ۲۳٫۳° N       | ۷۵٫۲° W       | ۱۵٫۰ کیلومتر |
| L      | ۲۰٫۷° N       | ۷۶٫۰° W       | ۱۵٫۰ کیلومتر |